# 진 모건

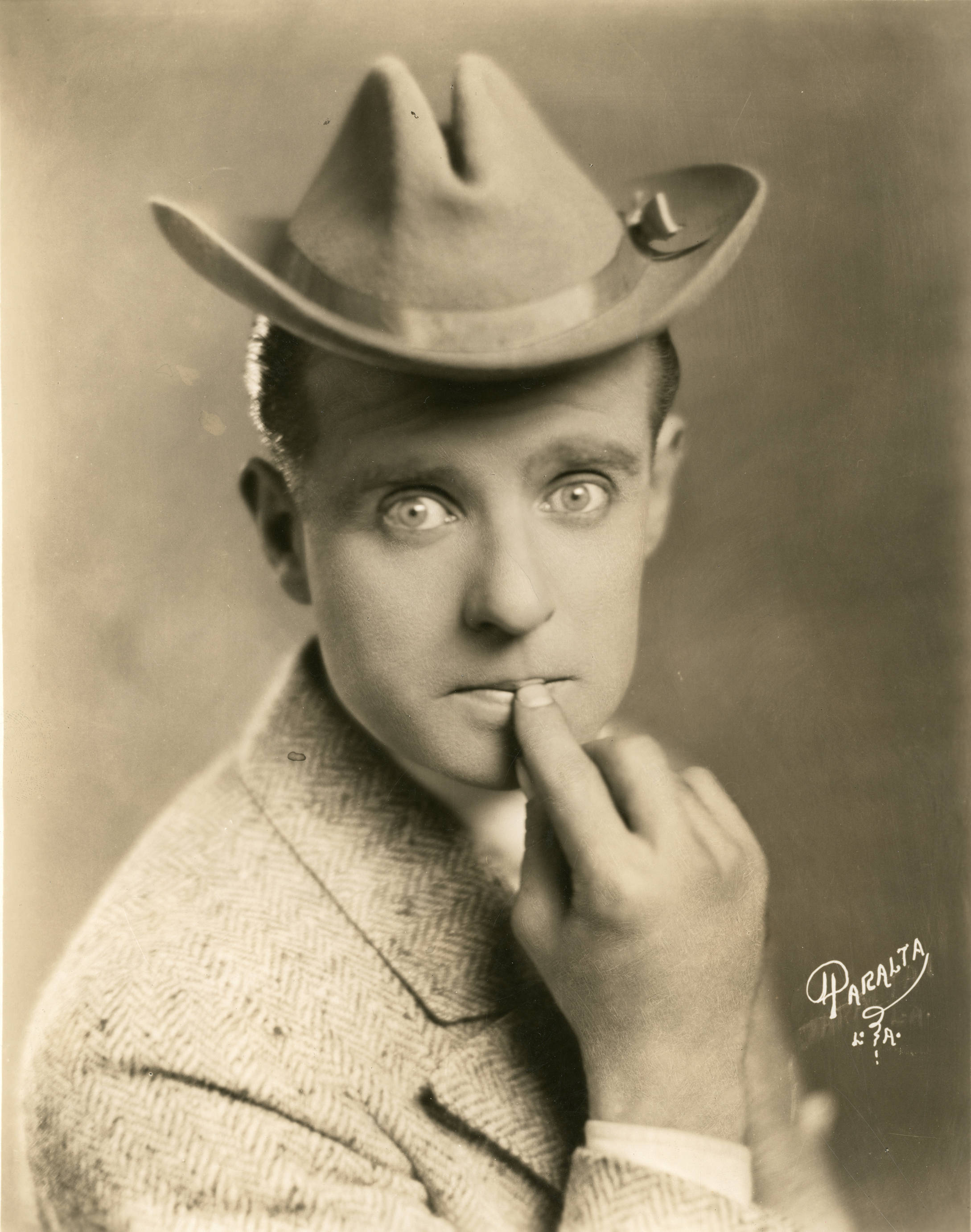

진 모건(Gene Morgan, 1893년 3월 12일 ~ 1940년 8월 13일)은 미국의 배우이다.

## 영화
- 스미스씨 워싱톤 가다 (1939년)
- 데어 올웨이스 어 우먼 (1938년)
- 내일을 위한 길 (1937년)
- 리틀 빅 샷 (1935년)
- 뮤직 이즈 매직 (1935년)
- 365 나이츠 인 헐리우드 (1934년)
- 엘머, 더 그레이트 (1933년) - 누난 역
- 금발의 비너스 (1932년) - 벤 스미스 역